# Melbourne City FC
Melbourne City FC (mellan 2010 och 2014 hette klubben Melbourne Heart FC) är en proffsklubb i fotboll från Melbourne i Australien. Klubben spelar i den australiensiska proffsligan A-League sedan 2010.

## Damer
Damlaget spelar i den australiensiska proffsligan A-League sedan säsongen 2015/2016, man har vunnit grundserien två gånger och slutspelet fyra gånger. Under sin första säsongen i W-League vann man både grundserien och slutspelet obesegrade, i grundserien vann man alla matcher.